# Hispanognatha guttata
Hispanognatha guttata là một loài nhện trong họ Tetragnathidae. Chúng được miêu tả năm 1945 bởi Bryant.